# Tunga (artiste)
Pour les articles homonymes, voir Tunga.
Tunga, pseudonyme d'Antonio José de Barros Carvalho et Mello Mourão, né le 8 février 1952 à Palmares (Pernambuco) et mort le 6 juin 2016 à Rio de Janeiro (Brésil), est un sculpteur et artiste de performance brésilien.
The Art Newspaper a écrit qu'il est « l'un des artistes contemporains les plus connus du Brésil ».

## Liminaire
L'artiste brésilien Tunga crée des œuvres énigmatiques et surréalistes inspirées de l'archéologie, de la mythologie, de la philosophie, de la psychologie et de la littérature.

## Biographie
Tunga naît à Palmares, dans l'État de Pernambuco, au Brésil, en 1952 et meurt à Rio de Janeiro le 6 juin 2016, à l'âge de 64 ans, après avoir lutté contre le cancer pendant plusieurs années.

## Œuvre
Son travail de performance Xifópagas Capilares entre Nós, est présenté pour la première fois en 1984 à la Tate Modern au cours d’une série de week-ends. La performance met en scène des adolescentes jumelles qui apparaissent inopinément dans les galeries pour créer un environnement qui brouille la frontière entre réalité et fiction. La performance est basée sur un mythe de jeunes filles nordiques siamoises dont l'existence provoque des conflits dans un village,,,. Inspiré par cette image insolite, il met en scène le spectacle tout au long de sa carrière.
En 2005, Tunga est le premier artiste contemporain à exposer son travail au musée du Louvre dans l'histoire du musée au cours d'une installation intitulée À la lumière des deux mondes.
Son œuvre est présente dans des expositions permanentes de musées tels que le Guggenheim à Venise, et des ailes entières sont exclusivement consacrées à son travail à l'institut brésilien Inhotim. Plusieurs collections privées exposent également ses œuvres, telles que la collection d'art V+R Sapoznik.